# Jaroslav František Urban
Jaroslav František Urban (2. dubna 1889, Vřeskovice – 21. července 1960, Nepomuk) byl český učitel a spisovatel. Publikoval pod pseudonymem Jaroslav Vřeskovický.

## Život
Narodil se do rodiny Františka Urbana, učitele na obecné škole ve Vřeskovicích a Marie rozené Beránkové. Jeho otec udržoval styky s kulturně činnými osobnostmi. Jaroslav František byl už od dětství formován v oblasti literatury. Po ukončení základní školy pokračoval ve studiu na měšťanské škole v Přešticích. V té době se již soukromě připravoval na studium na učitelském ústavu v Plzni, které začal v roce 1904 a ukončil roku 1908.
Pedagogickou kariéru zahájil na obecné chlapecké škole řádu piaristů v Nepomuku, později učil ve Kbelu, v rodných Vřeskovicích, na měšťance v Dobřanech a v Trnovanech. V letech 1913–1914 absolvoval celoroční kurz pro učitele měšťanských škol v Jičíně. Po návratu byl uznán schopným vojenské služby a v roce 1915 se účastnil bojů 1. světové války. 15. května 1918 se oženil s Annou Jiskrovou z Nepomuku, se kterou měli dceru Jindru.
Roku 1919 získal místo na měšťanské škole v Teplicích a v roce 1928 byl jmenován ředitelem na české měšťanské škole v Kadani. Po zabrání pohraničí v roce 1938 odešel do Plzně, kde působil ve stejné funkci. Jako učitel pracoval až do roku 1950. Pro účast na protestech proti měnové reformě v roce 1953 byl donucen z Plzně odejít. Odstěhoval se do Nepomuku, kde se věnoval pečlivému vedení městské kroniky. Zde také zemřel a byl pohřben na zdejším hřbitově.

## Tvorba
Urbanova literární tvorba započala už během studií. Je tematicky i žánrově velmi rozmanitá. Psal povídky, vlastivědné i životopisné práce, črty, studie, knihy pro děti a mládež, výchovné prózy, spisy pro školní potřeby, sbíral a upravoval pověsti, psal i recenze dětské literatury. Věnoval se i dobovým problémům, pořádal sborníky, vydával populárně naučná díla a turistické průvodce.
Přispíval do řady periodik – Český den, Český lid, Jihočeské ohlasy, Klas, Lidové noviny, almanach Kniha mladých, Malý čtenář, Naše zprávy, Nové ilustrované listy, Nový obzor, Samostatnost, Šumavské proudy, Tribuna, Vesna, Ženské listy. V letech 1927 až 1928 redigoval časopis Svět a vlast a v letech 1925 až 1928 knižnici Naše domovina.
I přes rozsáhlé celoživotní aktivity upadl v zapomnění a jeho dílo je širší veřejností téměř zapomenuto.

## Dílo
- Chrám osudu – knižní debut, novela
- Povídky o lásce a milování, Krůpěje štěstí – milostné prózy
- Osudné chvíle – texty s tematikou první světové války, ve které se inspiroval vlastními zkušenostmi
- Severočeské pověsti, Severočeská historie a Potulky Ústeckem – vlastivědné práce z pobytu v Teplicích r. 1923
- Potulky Chabařovickem (oceněné cenou Svatoboru z Riegrovy nadace), Hornický večer, Z krušnohorského pomezí upadl – vlastivědné texty
- Potulky Teplickem – vrchol Urbanovy tvorby za pobytu v Teplicích, je dodnes využívaným zdrojem informací o historii regionu
- Potulky Kadaňskem – třídílná publikace, která vznikla během pobytu v Kadani
- Úvodím Úhlavy, Úvodím Mže, Úvodím Radbuzy – práce jsou opatřeny podtitulem "reportáž, jež může býti průvodcem", byly oceněny cenou Literárně–uměleckého klubu v Plzni z Klostermannova fondu
- Plzeň, metropole českého západu – vrcholný poválečný spisovatelský počin
- Staré zkazky – ilustrovala Maryna Alšová, O vodníkovi – ilustroval Vratislav Hugo Brunner[4] – pohádky a pověsti
- Kluci a děvčata, Mladý černuta, Hrdinové – prózy pro mládež
- Čítanka naší mládeže, Sklářská čítanka – školní potřeby
- Čtvero ročních časů – ilustroval Mikoláš Aleš,[4] Vánoční nadílková besídka, Týden knihy – texty určené k přednesu
- Alkohol a jeho škodlivý vliv, Alkohol a zlo jím páchané, Abstinenční čítanka – propagace abstinence, v této oblasti se zaměřoval zejména na mládež
- České ženy, Západočeský písmák Václav Jan Mašek – životopisné studie
- Pěstování, ochrana a hnojení ovocných stromů, Výroba lihoprostých nápojů ovocných v domácnosti, Umělá hnojiva a jejich praktické použití, Léčivé rostliny – hospodářsky laděné texty[3]